# اللعب عن ظهر قلب (فلم)
اللعب عن ظهر قلب (بالإنجليزية: Playing by Heart) هو فيلم كوميدي تم إنتاجه في الولايات المتحدة.

## الميزانية والإيرادات
بلغت تكلفة إنتاج الفيلم حوالي 14 مليون بينما حقق أرباحا تقدر بـ 3 مليون.

## روابط خارجية
- مقالات تستعمل روابط فنية بلا صلة مع ويكي بيانات